# Creu de terme de Barruera
La creu de terme de Barruera, o Creu de la Passió, és una creu de terme situada a l'entrada sud de Barruera, al municipi de la Vall de Boí (Alta Ribagorça).
La creu està feta en ferro forjat, sobre un pilar fet amb carreus de pedra. La creu és de ferro i està complementada amb els símbols de la Passió de Crist: l'escala, la llança, la corona d'espines, l'esponja, etc. Antigament estava situada davant d'una casa del carrer Major i es va resituar al costat de la carretera L-500 (passeig de Sant Feliu).